# Diodia
Diodia es un género con 24 especies de plantas con flores del orden de las Gentianales de la familia de las rubiáceas. Se encuentra en los trópicos de América y África.

## Especies
| - Diodia angustata Steyerm. - Diodia aulacosperma K.Schum. - Diodia barbata (Poir.) DC. - Diodia barbigera Hook. & Arn. - Diodia discolor DC. - Diodia domingensis DC. - Diodia flavescens Hiern - Diodia froesii Sucre - Diodia incana Aresch. - Diodia kuntzei K.Schum. - Diodia lanigera Pohl ex DC. - Diodia macrophylla K.Schum. | - Diodia microcarpa K.Schum. - Diodia mitens Bello - Diodia othonii Rizzini - Diodia paludosa Kuntze - Diodia perforata Urb. - Diodia rubricosa Hiern - Diodia saponariifolia (Cham. & Schltdl.) K.Schum. - Diodia saponarioides C.Presl - Diodia simplex Sw. - Diodia vaginalis Benth. - Diodia verticillata Vahl - Diodia virginiana L. - Virginia Buttonweed |

## Sinonimia
- Hexasepalum Bartl. ex DC. (1830).
- Triodon DC. (1830).
- Dioneidon Raf. (1834).
- Endopogon Raf. (1837).
- Decapenta Raf. (1838).
- Ebelia Rchb. (1841).[3]